# Superdimarts

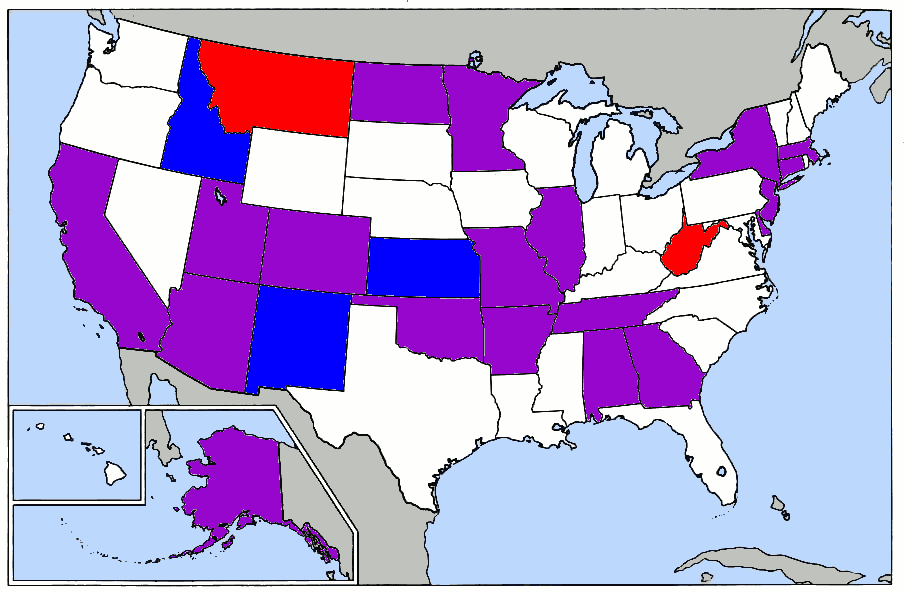
24 estats van tenir eleccions primàries o assemblees en el superdimarts de 2008.
Blau: Només demòcrates (3 estats)
Vermell: Només republicans (2 estats)
Porpra: ambdós (19)

Als Estats Units, l'expressió superdimarts (Super Tuesday) es refereix a un dimarts que sol caure en febrer o març durant l'any d'eleccions presidencials. És el dia en què el major nombre d'estats tenen eleccions primàries, i el dia en què s'elegeix el major nombre de delegats: per tant, es decideix el candidat d'un o dels dos partits.
En alguns estats es fan eleccions primàries emetent vots directament per un delegat, mentre que en d'altres es realitzen caucus. En el primer cas poden votar electors independents –els que només poden participar en la votació d'un partit– i en el segon cas només hi participen els militants.
La denominació de "superdimarts" ve almenys des de 1984, quan Walter Mondale va ser elegit pels demòcrates per enfrontar-se al president Ronald Reagan. El 1988, Michael Dukakis es va imposar al reverend Jesse Jackson i al jove senador per Tennessee Al Gore. El 1992, després del fiasco de Dukakis en les presidencials, va sorgir el governador d'Arkansas Bill Clinton, que va derrotar l'antic senador per Massachusetts Paul Tsongas. El 1996 va ser el republicà que va haver d'elegir candidat, i va ser el senador per Kansas Bob Dole, que va tenir com a major rival al populista Pat Buchanan. El 2000, amb ambdós partits buscant candidat a la Casa Blanca, George Walker Bush va vèncer el senador per Arizona John McCain, i el vicepresident Gore no va tenir problemes, malgrat l'inici indecís, per derrotar l'exjugador dels New York Knicks Bill Bradley. Finalment, el 2004 el candidat demòcrata va ser John Kerry, que va haver de derrotar John Edwards, l'antic governador de Vermont Howard Dean i el general retirat Wesley Clark.